# تمارا سافاج
تمارا سافاج (بالإنجليزية: Tamara Savage)‏ هي كاتبة غنائية وملحنة أمريكية، ولدت في 1979.